# 内蒙古农村商业银行
内蒙古农村商业银行是中華人民共和國内蒙古现今唯一的农商行，前身为内蒙古自治区农村信用社联合社。其法人成立于2005年8月20日，2025年5月27日与自治区内120家农信机构合并而改为现名。

## 机构概况
内蒙古农商行注册资本580.17亿元，刷新全国农商行纪录。总行设在呼和浩特市，内设职能部门23个、区域审计中心3个，并下辖14家盟市中心支行、103家旗县级支行，2192个营业网点，形成四层级架构。员工3万余人。

## 历史
- 1951年11月，内蒙古第一家信用社——敖汉旗贝子府信用社成立。此为内蒙古农信事业的开始，至1957年实现全区信用社覆盖。
- 1979年2月，区内各信用社成为农业银行的基层机构，由农行旗县支行和乡镇(苏木)党政双重领导管理。
- 1997 年1月，内蒙古各农村信用社与农行脱离行政隶属关系。由各级农村金融体制改革领导小组办公室及旗县联社承担业务管理职责。
- 2004年，内蒙古自治区被列为全国第二批深化农村信用社改革试点省区，随后开始县级农信社统一法人化的改革。
- 2005年 8月20日，内蒙古自治区农村信用社联合社正式挂牌成立。受自治区政府委托履行对全区农村信用社的管理、指导、协调、服务职能。
- 2007年7月29日，由鄂尔多斯辖内12家农信联社新设合并的"鄂尔多斯东胜农村商业银行"成立,是全区乃至西部地区首家成立的农村商业银行（2010年改名“鄂尔多斯农村商业银行”）。[3]
- 2009年，由呼和浩特城郊农村信用联社改组的"呼和浩特金谷农村合作银行"成立，是全区首家改制的农村合作银行。（2014年6月再改制成为“呼和浩特金谷农村商业银行”）[4]
- 2014年5月9日，包头市郊区农村信用社改制成为“包头农村商业银行”[5]
- 2025年5月16日，金监总局正式批复内蒙古农村商业银行开业。
- 2025年5月27日，由内蒙古自治区农村信用社联合社和93家农信法人机构及其发起设立的区内26家村镇银行，通过新设合并的方式组建内蒙古农村商业银行正式开业。[6]